# Volkan Kilimci
Volkan Kilimci, né le 16 février 1972 à Istanbul en Turquie, est un footballeur qui évoluait au poste de gardien de but.

## Palmarès
- 1 fois vainqueur de la Coupe UEFA avec Galatasaray SK en 1999.
- 4 fois champion de Turquie avec Galatasaray SK en 1997, 1998 et 1999.
- 1 fois vainqueur de la Coupe de Turquie avec Galatasaray SK en 1999.
- 1 fois vainqueur de la Supercoupe de Turquie avec Galatasaray SK en 1997.

## Statistiques détaillées
| Saison    | Club            | Total  | Total | Championnat        | Championnat | Championnat | Coupe d'Europe | Coupe d'Europe | Coupe d'Europe | Coupes Nationales | Coupes Nationales |
| Saison    | Club            | Matchs | Buts  | Division           | Matchs      | Buts        | Type           | Matchs         | Buts           | Matchs            | Buts              |
| --------- | --------------- | ------ | ----- | ------------------ | ----------- | ----------- | -------------- | -------------- | -------------- | ----------------- | ----------------- |
| 1991-1992 | Zeytinburnuspor | 20     | 0     | Lig B              | 17          | -           | -              | -              | -              | 3                 | -                 |
| 1992-1993 | Gaziantepspor   | 6      | 0     | Süperlig           | 4           | -           | -              | -              | -              | 2                 | -                 |
| 1993-1994 | Adanaspor       | 18     | 0     | Lig B              | 17          | -           | -              | -              | -              | 1                 | -                 |
| 1994-1995 | Adanaspor       | 23     | 0     | Lig B              | 22          | -           | -              | -              | -              | 1                 | -                 |
| 1995-1996 | Kocaelispor     | 12     | 0     | Süperlig           | 10          | -           | -              | -              | -              | 2                 | -                 |
| 1996-1997 | Kocaelispor     | 17     | 0     | Süperlig           | 16          | -           | -              | -              | -              | 1                 | -                 |
| 1996-1997 | Galatasaray SK  | 16     | 0     | Süperlig           | 14          | -           | -              | -              | -              | 2                 | -                 |
| 1997-1998 | Galatasaray SK  | 28     | 0     | Süperlig           | 20          | -           | C1             | 6              | -              | 2                 | -                 |
| 1998-1999 | ?               | ?      | 0     | -                  | -           | -           | -              | -              | -              | -                 | -                 |
| 1999-2000 | ?               | ?      | 0     | -                  | -           | -           | -              | -              | -              | -                 | -                 |
| 2000-2001 | ?               | ?      | 0     | -                  | -           | -           | -              | -              | -              | -                 | -                 |
| 2001-2002 | KSK Beveren     | ?      | 0     | Jupiler Pro League | ?           | -           | -              | -              | -              | -                 | -                 |
| 2002-2003 | Küçükköyspor    | 12     | 0     | Lig B              | 12          | -           | -              | -              | -              | -                 | -                 |
| 2003-2004 | Eskişehirspor   | 22     | 0     | Süperlig           | 22          | -           | -              | -              | -              | -                 | -                 |
| 2004-2005 | Karagümrükspor  | 11     | 0     | Lig A              | 10          | -           | -              | -              | -              | 1                 | -                 |
| 2005-2006 | Karagümrükspor  | 26     | 0     | Lig B              | 21          | -           | -              | -              | -              | 5                 | -                 |
| 2006-2007 | Y. Bosnaspor    | 21     | 0     | 3. Lig             | 21          | -           | -              | -              | -              | -                 | -                 |
| 1991-2007 | Total           | 232    | 0     | -                  | 206         | -           | -              | 6              | -              | 20                | -                 |